# Sainte-Sévère
Sainte-Sévère és un municipi francès situat al departament del Charente i a la regió de la Nova Aquitània. L'any 2007 tenia 541 habitants.

## Demografia
El 2007 la població de fet de Sainte-Sévère era de 541 persones. Hi havia 212 famílies de les quals 44 eren unipersonals (24 homes vivint sols i 20 dones vivint soles), 84 parelles sense fills i 84 parelles amb fills. La població ha evolucionat segons el següent gràfic:
Habitants censats

### Habitatges
El 2007 hi havia 237 habitatges, 215 eren l'habitatge principal de la família, 9 eren segones residències i 12 estaven desocupats. 234 eren cases i 1 era un apartament. Dels 215 habitatges principals, 184 estaven ocupats pels seus propietaris, 21 estaven llogats i ocupats pels llogaters i 10 estaven cedits a títol gratuït; 7 tenien dues cambres, 26 en tenien tres, 62 en tenien quatre i 120 en tenien cinc o més. 177 habitatges disposaven pel capbaix d'una plaça de pàrquing. A 79 habitatges hi havia un automòbil i a 124 n'hi havia dos o més.

### Piràmide de població
La piràmide de població per edats i sexe el 2009 era:
| Homes | Edats   | Dones |
| ----- | ------- | ----- |
| 0     | 95 o +  | 0     |
| 0     | 90 a 94 | 0     |
| 0     | 85 a 89 | 4     |
| 0     | 80 a 84 | 4     |
| 8     | 75 a 79 | 4     |
| 8     | 70 a 74 | 16    |
| 20    | 65 a 69 | 4     |
| 16    | 60 a 64 | 12    |
| 12    | 55 a 59 | 12    |
| 32    | 50 a 54 | 20    |
| 32    | 45 a 49 | 36    |
| 24    | 40 a 44 | 28    |
| 16    | 35 a 39 | 16    |
| 28    | 30 a 34 | 28    |
| 20    | 25 a 29 | 8     |
| 28    | 20 a 24 | 4     |
| 12    | 15 a 19 | 12    |
| 20    | 10 a 14 | 24    |
| 12    | 5 a 9   | 12    |
| 36    | 0 a 4   | 4     |

## Economia
El 2007 la població en edat de treballar era de 354 persones, 261 eren actives i 93 eren inactives. De les 261 persones actives 241 estaven ocupades (136 homes i 105 dones) i 20 estaven aturades (7 homes i 13 dones). De les 93 persones inactives 41 estaven jubilades, 23 estaven estudiant i 29 estaven classificades com a «altres inactius».

### Ingressos
El 2009 a Sainte-Sévère hi havia 216 unitats fiscals que integraven 544,5 persones, la mediana anual d'ingressos fiscals per persona era de 18.257 €.

### Activitats econòmiques
Dels 23 establiments que hi havia el 2007, 4 eren d'empreses alimentàries, 3 d'empreses de construcció, 6 d'empreses de comerç i reparació d'automòbils, 1 d'una empresa de transport, 1 d'una empresa d'informació i comunicació, 1 d'una empresa immobiliària i 7 d'empreses de serveis.
Dels 5 establiments de servei als particulars que hi havia el 2009, 1 era una oficina de correu, 1 taller de reparació d'automòbils i de material agrícola, 1 paleta i 2 lampisteries.
L'únic establiment comercial que hi havia el 2009 era una fleca.
L'any 2000 a Sainte-Sévère hi havia 33 explotacions agrícoles que ocupaven un total de 1.320 hectàrees.

## Equipaments sanitaris i escolars
El 2009 hi havia una escola maternal integrada dins d'un grup escolar amb les comunes properes formant una escola dispersa.

## Poblacions més properes
El següent diagrama mostra les poblacions més properes.